# نزهة الخالدي
نزهة الخالدي (من مدينة العيون، الصحراء الغربية، 27 ديسمبر 1991) صحفية وناشطة صحراوية.
في 21 أغسطس 2016، تم إلقاء القبض عليها على شاطئ فيم لواد من قبل الدرك الملكي بعد تسجيلها مظاهرة لدعم تقرير المصير للصحراء الغربية. كانت تعمل في تلفزيون الصحراء الغربية. وفي 4 ديسمبر 2018، تم اعتقالها مرة أخرى بعد بث مظاهرة أخرى عبر الفيسبوك، وتم الحكم عليها في 20 مايو 2019.